# Pekka Suortti
Hannu Pekka Suortti, född 28 december 1938 i Viborg, död 24 juni 2023, var en finländsk fysiker. 
Suortti var från 1961 verksam som lärare vid Helsingfors universitet, där han blev filosofie doktor 1969 och var verksam som biträdande professor och professor 1975–2003. Han inriktade sig på radiofysik och var 1990–1998 ledare för en forskningsgrupp vid European Synchrotron Radiation Facility (ESRF) i Grenoble. Han skrev ett hundratal artiklar som behandlade röntgenstrålningens spridningsfenomen ur vilka kunskap om materiens struktur kan erhållas.